# کونگ یانشیا
کونگ یانشیا (انگلیسی: Cong Yanxia؛ زادهٔ ۲۰ فوریهٔ ۱۹۷۶) بازیکن زن هندبال اهل چین بود. وی در بازی‌های المپیک تابستانی ۱۹۹۶ شرکت کرده‌است.